# 久保さんは僕を許さない
『久保さんは僕を許さない』（くぼさんはモブをゆるさない）は、雪森寧々による日本の漫画作品。集英社の連載権争奪企画「シンマンGP2019」にて連載権を獲得。『週刊ヤングジャンプ』（同社）にて、2019年47号より2023年14号まで連載。『少年ジャンプ+』（同社）でも2020年8月12日より配信されている。2021年9月時点で単行本の累計発行部数は100万部を突破している。話数カウントは「episode.○」、サブタイトルは「○○と○○」となっている。

## あらすじ
白石純太はクラスの中で非常に影が薄いいわゆるモブキャラクターと呼ばれる存在である。その純太はクラスメイトや担任にさえ存在を認識されないほどに影が薄いが久保渚咲は純太のことを普通に認識することができる。影が薄い純太に興味を持った渚咲が純太と関わることで徐々に純太に対して恋心を無意識に抱くようになる。本来接点のないはずの2人が渚咲の興味がきっかけで仲良くなり学校生活や私生活で行動を共にするようになるという日常を描いたラブコメディである。

## 登場人物
担当声優は特記ない限りはテレビアニメ版での配役。

### メインキャラクター
久保 渚咲（くぼ なぎさ）
声 - 花澤香菜（ボイスドラマ版・テレビアニメ版）
本作の「ヒロイン女子」である主人公の一人。身長は160cm。誕生日は8月2日。一人称は「私」。存在を気づかれにくいはずの純太を何故か普通に見つけられる。
純太のことが気になっており、いつもちょっかいをかけに行っているが、一方では助けることもある。恋愛経験がなく、純太に対する感情の正体に気づかない。
成績優秀で、1年期末テストでは2位。ホットケーキを炭にする、レタスとキャベツの違いが分からないなど料理が苦手。バレンタインにクッキーを作った際は、姉の明菜からダークマターと称される。
好きな料理はシチューであり、好きな動物はうさぎ。苦いものが苦手。
純太のことは、春賀北高校入学前、友達の玉緒の卒業アルバムを見た際に存在を知る。その後同級生になると教えられて純太を見つけようと考え、入学初日にあっけなく発見。その後も遠巻きに観察し続け、席替えで席が隣になったのをきっかけに話しかけ、交流が始まった。
白石 純太（しらいし じゅんた）
声 - 河西健吾
本作の「モブ男子」である主人公の一人。渚咲のクラスメートの男子。春賀北高校1年1組（32話より2年1組）。身長は163cm。2年の身体測定で166cmに伸びた。誕生日は4月25日。一人称は「僕」。
集合写真でいないと思われ合成されたり、目の前にいても気づかれないことがあるほど存在感が薄く、自分からアピールしないと存在に気づかれない"モブ"男子。そのため、見つかった際は二度見ならぬ"五"度見されることが多々ある。授業に出席しているのに気づかれず欠席と扱われたり、外では自分が気を付けないと人とぶつかりそうになる、自動ドアに認識されずドアが開かないなど、日常生活に支障をきたすほど。本人はこのことを普段はさほど気にしないが絶対に大事と思った状況では強く自己主張する。理由は不明だが久保家の面々は純太を普通に見つけることができる。
好きな食べ物はハンバーグ。詰め放題がうまい。コーヒーをブラックで飲める。
環境委員に所属しており花壇の世話をしているのだが、見つからないせいで「誰も世話していないのに花が枯れない花壇」と七不思議扱いされている。
母曰く父に似ている。

### 春賀北高校
平 玉緒（たいら たまお）
声 - 竹達彩奈
渚咲と純太のクラスメートの女子。通称はタマ。ノリがよく天真爛漫な性格。
渚咲や葉月と仲が良い。初恋は父。本人も気にしているほどに成績はあまり良くなく、試験では必ず赤点がある（一番成績が良いときでも赤点が一つあった）。
純太とは中学校からの同級生だが、見つけることは殆ど出来ていない。
工藤 葉月（くどう はづき）
声 - 加隈亜衣
渚咲と純太のクラスメートの女子高生。
渚咲や玉緒と仲が良い。渚咲とは小学校からの友達である。
須藤 勇真（すどう ゆうま）
声 - 八代拓
渚咲、純太、玉緒、葉月のクラスメート。
玉緒の幼馴染。純太を見つけるのが苦手。
純太と同じ環境委員だったが、植物の世話は苦手で花を枯らしてしまっている。花の世話が完璧だった純太にコツを聞こうとしたが一年生の時点では見つけられず、二年生になって初めて会話する事が出来た。
雲仙先生（うんぜんせんせい）
声 - 龍田直樹
渚咲と純太の担任の先生。かなり小柄で、授業中は非常に長い指示棒を持って対応している。

### 久保家
久保 明菜（くぼ あきな）
声 - 伊藤美来
渚咲の姉。書店で働く。時間にはだらしないタイプ。渚咲と同様何故か純太を普通に見つける事が出来る。
純太と渚咲の関係を見守りつつも、ちょっかいをかけて反応を楽しむ。渚咲が大好き。またかわいい女の子が好き。
大人扱いされているだけに子供の触れ合いに入れてもらえず爪弾きにされることもある。
久保 沙貴（くぼ さき）
声 - 雨宮天
渚咲と明菜の従妹。渚咲と明菜同様、純太を普通に見つけることができる。
渚咲に憧れており、純太と仲の良さを張り合う。

### 白石家
白石 誠太（しらいし せいた）
声 - 伊瀬茉莉也
純太の弟。幼児。
兄とは似ておらず、純太曰く母似。
第1巻時点でのマイブームは「どうぞ」である。人懐っこい性格で兄の純太を「にーに」と呼んで慕っており、渚咲や明菜にもすぐに懐いた。動物が好きで、それらの絵柄の服等を所持している。プードルマンのアニメが好きで、2時間続けて見て、変身の動きの真似をしていることもある。
白石 由恵（しらいし よしえ）
声 - 能登麻美子
純太と誠太の母。
誠太にとても似ている。とても優しく、人付き合いも得意。純太を見つけることは出来ないが、長年の経験則からいるだろう、という予測で動いている。

## 書誌情報
- 雪森寧々『久保さんは僕を許さない』集英社〈ヤングジャンプ・コミックス〉、全12巻
  1. 2020年2月24日発行（2月19日発売[15]）、ISBN 978-4-08-891476-3
  2. 2020年6月24日発行（6月19日発売[16]）、ISBN 978-4-08-891550-0
  3. 2020年9月23日発行（9月18日発売[17]）、ISBN 978-4-08-891654-5
  4. 2021年2月24日発行（2月19日発売[18]）、ISBN 978-4-08-891781-8
  5. 2021年6月24日発行（6月18日発売[19]）、ISBN 978-4-08-892009-2
  6. 2021年9月22日発行（9月17日発売[5]）、ISBN 978-4-08-892073-3
  7. 2021年11月24日発行（11月19日発売[20]）、ISBN 978-4-08-892118-1
  8. 2022年2月23日発行（2月18日発売[21]）、ISBN 978-4-08-892214-0
  9. 2022年5月23日発行（5月18日発売[22]）、ISBN 978-4-08-892299-7
  10. 2022年9月21日発行（9月16日発売[23]）、ISBN 978-4-08-892432-8
  11. 2022年12月24日発行（12月19日発売[24]）、ISBN 978-4-08-892567-7
  12. 2023年4月23日発行（4月18日発売[25]）、ISBN 978-4-08-892662-9
- 雪森寧々『GIFT〜久保さんは僕を許さない 完結記念公式ファンブック〜』集英社〈ヤングジャンプ・コミックス〉、2023年4月18日発売[26]、ISBN 978-4-08-892734-3

## ASMR企画
コミックス1巻発売記念企画として、2020年2月にYouTubeチャンネル「ヤンジャンTV」にてASMR動画が公開された。その後、第2シーズンとして、同年9月より、3本の動画が公開された。

## テレビアニメ
2022年5月にテレビアニメ化が発表され、2023年1月から6月までAT-Xほかにて放送された。
2023年1月24日、新型コロナウイルスの感染拡大により第7話以降の放送および配信を延期することを発表。同年3月2日、同年4月4日より改めて第1話から放送することが発表された。
　

### スタッフ
- 原作 - 雪森寧々[8]
- 監督 - 古賀一臣[8]
- シリーズ構成・脚本 - 高橋悠也[8]
- キャラクターデザイン - 齊藤佳子[8]
- 色彩設計 - 坂上康治[13]
- 美術監督・美術設定 - 相原澄子[13]
- 撮影監督 - 松井伸哉[13]
- 編集 - 内田恵[13]
- 音響監督 - 今泉雄一[13]
- 音響効果 - 白石唯果[13]
- 音響制作 - グロービジョン[13]
- 音楽 - 夢見クジラ[13]
- 音楽制作 - ポニーキャニオン
- 音楽プロデューサー - 大塚涼大
- プロデューサー - 髙橋伸明、楊建利、西辺誠、迚野岳大、大日向洋、和田卓治、礒谷徳知
- アニメーションプロデューサー - 向峠和喜
- アニメーション制作 - PINE JAM[8]
- 製作 - 久保さんは僕を許さない製作委員会（KADOKAWA、bilibili、集英社、ポニーキャニオン、TOKYO MX、AT-X）

### 主題歌
「ドラマチックじゃなくても」
花澤香菜によるオープニングテーマ。作詞は藤村鼓乃美、作詞・作曲・編曲は北川勝利、編曲はTansa、宮川弾。
「かすかでたしか」
DIALOGUE+によるエンディングテーマ。作詞・作曲は田淵智也、編曲は広川恵一。
「ふたりに祝福を」
矢野水音による挿入歌。作詞は都城ゆみ、作曲はサイレンジ！、編曲は大沢圭一。

### 各話リスト
| 話数   | サブタイトル             | 絵コンテ   | 演出             | 作画監督                                              | 総作画監督                             | 初放送日       |
| ------ | ------------------------ | ---------- | ---------------- | ----------------------------------------------------- | -------------------------------------- | -------------- |
| 第1話  | ヒロイン女子とモブ男子   | 古賀一臣   | 古賀一臣         | 齊藤佳子 日高真由美 野田康行                          | 齊藤佳子                               | 2023年 1月10日 |
| 第2話  | ハードラックと自宅訪問   | 古賀一臣   | ばるさみこすくん | 大野勉 佐藤好 野田康行 日高真由美 李少雷              | 齊藤佳子 相音光                        | 1月17日        |
| 第3話  | 凡者の贈り物             | 深谷由里香 | 深谷由里香       | Kim dae jung Park mi hyun Yoo hyun jin Oh yang hyun   | 齊藤佳子 相音光                        | 1月24日        |
| 第4話  | 赤いハートと送り主       | 徳本善信   | 徳本善信         | 山村俊了 三橋桜子 李少雷                              | 齊藤佳子 相音光                        | 1月31日        |
| 第5話  | ホワイトデーと感情の宛先 | 森野熊三   | いとがしんたろー | 北條真純 日高真由美 野田康行 大野勉 山村俊了          | 齊藤佳子                               | 2月7日         |
| 第6話  | 保健室と主人公           | 室谷靖     | ばるさみこすくん | 大野勉 山村俊了 北條真純 佐藤好 日高真由美            | 相音光 野田康行                        | 2月14日        |
| 第7話  | お泊まり会と次の学年     | 寺東克己   | 薮内悠           | 松下純子 陳小兰 李望斌                                | 齊藤佳子 相音光                        | 5月16日        |
| 第8話  | お花見とすれ違い         | 古賀一臣   | いとがしんたろー | 日高真由美 三橋桜子 山村俊了 北條真純                 | 齊藤佳子 相音光                        | 5月23日        |
| 第9話  | 新学期とクラス替え       | 寺東克己   | 倉田衛           | 山村俊了 李少雷 日高真由美 三橋桜子 大野勉            | 齊藤佳子 相音光                        | 5月30日        |
| 第10話 | 背比べと壁ドン           | 室谷靖     | 渡辺英俊         | 櫻井拓郎 アン・ヒョジョン 王敏 李偉峰 周晓华          | 齊藤佳子 野田康行 迫江沙羅 大野勉 汤团 | 6月6日         |
| 第11話 | 映画館と表情筋           | 沖田博文   | 沖田博文         | 夏木洋 迫江沙羅 日高真由美 佐々木美穂 三橋桜子 大野勉 | 相音光 齊藤佳子                        | 6月13日        |
| 第12話 | 主役とお祝い             | 古賀一臣   | 武井諒 古賀一臣  | 李少雷 土佐岡加奈 三橋桜子 日高真由美                 | 齊藤佳子                               | 6月20日        |

### 放送局
| 放送期間                | 放送時間                     | 放送局   | 対象地域   | 備考                                            |
| ----------------------- | ---------------------------- | -------- | ---------- | ----------------------------------------------- |
| 2023年1月10日 - 2月14日 | 火曜 21:30 - 22:00           | AT-X     | 日本全域   | 製作参加 / CS放送 / 字幕放送 / リピート放送あり |
| 2023年1月11日 - 2月15日 | 水曜 0:30 - 1:00（火曜深夜） | TOKYO MX | 東京都     | 製作参加                                        |
|                         |                              | BS11     | 日本全域   | BS放送 / 『ANIME+』枠                           |
|                         | 水曜 3:00 - 3:30（火曜深夜） | 毎日放送 | 近畿広域圏 | 『アニメ特区』第2部                             |

| 放送期間               | 放送時間                     | 放送局   | 対象地域   | 備考                                            |
| ---------------------- | ---------------------------- | -------- | ---------- | ----------------------------------------------- |
| 2023年4月4日 - 6月20日 | 火曜 21:30 - 22:00           | AT-X     | 日本全域   | 製作参加 / CS放送 / 字幕放送 / リピート放送あり |
| 2023年4月5日 - 6月21日 | 水曜 0:30 - 1:00（火曜深夜） | TOKYO MX | 東京都     | 製作参加                                        |
|                        |                              | BS11     | 日本全域   | BS放送 / 『ANIME+』枠                           |
|                        | 水曜 3:00 - 3:30（火曜深夜） | 毎日放送 | 近畿広域圏 | 『アニメ特区』第2部                             |

| 配信開始日    | 配信時間                      | 配信サイト |
| ------------- | ----------------------------- | --- |
| 2023年1月11日 | 水曜 0:30（火曜深夜）         | ABEMA |
| 2023年1月12日 | 木曜 0:30（水曜深夜）         | アニメタイムズチャンネル |
| 2023年1月13日 | 金曜 0:30（木曜深夜）以降順次 | dアニメストア ニコニコチャンネル ニコニコ生放送 ひかりTV GYAO! FOD バンダイチャンネル Hulu TELASA J:COMオンデマンドメガパック milplus U-NEXT アニメ放題 Amazon Prime Video DMM TV MBS動画イズム TVer Rakuten TV music.jp ビデオマーケット HAPPY!動画 クランクイン！ビデオ |

### BD / DVD
| 巻 | 発売日        | 収録話         | 規格品番  | 規格品番   |
| 巻 | 発売日        | 収録話         | BD        | DVD        |
| -- | ------------- | -------------- | --------- | ---------- |
| 上 | 2023年4月26日 | 第1話 - 第6話  | KAXA-8511 | KABA-11301 |
| 下 | 2023年6月28日 | 第7話 - 第12話 | KAXA-8512 | KABA-11302 |